# Fairfield (Grenada)
Fairfield ist eine Siedlung im Parish Saint David im Süden von Grenada.

## Geographie
Die Siedlung liegt in einem Seitental oberhalb von Marlmount zwischen Bellevue und Pomme Rose.